# إيما كلايتون
إيما كلايتون (بالإنجليزية: Emma Clayton)‏ (11 يونيو 1968، إنجلترا في المملكة المتحدة)؛ كاتِبة مُتخصِّصة في أدب الأطفال وروائية بريطانية.